# Alexis Peña (futbolista)
Alexis Peña (Barinas, Estado Barinas, Venezuela; 1 de julio de 1956) es un exfutbolista venezolano que jugaba como delantero y participó con Venezuela en los Juegos Olímpicos de Moscú de 1980.
En Venezuela jugó con la Universidad de Los Andes Fútbol Club.

## Selección nacional
Debutó el 31 de marzo de 1978 en un partido amistoso donde Venezuela cayó 0:1 ante China en la ciudad de Caracas. Al año siguiente disputó la Copa América 1979.